# Romain Edmond-Samuel
Pas d'image ? Cliquez ici

a Compétitions nationales et continentales officielles uniquement.

Dernière mise à jour le 30 septembre 2011.
Romain Edmond-Samuel, né le 22 mai 1986 à Villeneuve-sur-Lot (Lot-et-Garonne), est un joueur de rugby à XV et à sept français qui évolue au poste d'ailier au sein de l'effectif de l'Avenir valencien (1,80 m pour 88 kg).

## Carrière
- Jusqu'en 2007 : SU Agen
- 2007-2008 : FC Auch (prêt)
- 2008-2013 : SU Agen
- 2013-2014 : Avenir valencien
- 2014-2016 : Avenir castanéen rugby

## Palmarès
- Équipe de France -19 ans :
  - Participation au championnat du monde 2005 en Afrique du Sud : 5 sélections (Australie, Géorgie, Afrique du Sud, Roumanie, Pays de Galles), 2 essais
  - 6 sélections en 2004-2005
- Équipe de France de rugby à sept (participation aux tournois de George 2006 et San Diego 2007)